# Žížala obecná
Žížala obecná, lidově řečeno dešťovka či rousnice, (Lumbricus terrestris) je prvoústý článkovaný živočich s coelomovou dutinou. Řadí se do kmene kroužkovců, podkmene opaskovců a třídy máloštětinatců. Většinou se vyskytuje v zásaditých nebo neutrálních půdách, mnohem méně už v kyselých půdách rašelinišť Eurasie. Dorůstá délky přibližně 9 až 30 cm. Její příbuzní však mohou dosahovat mnohem větších rozměrů. V ekosystému je velmi důležitá pro hnůj a humus.

## Anatomie

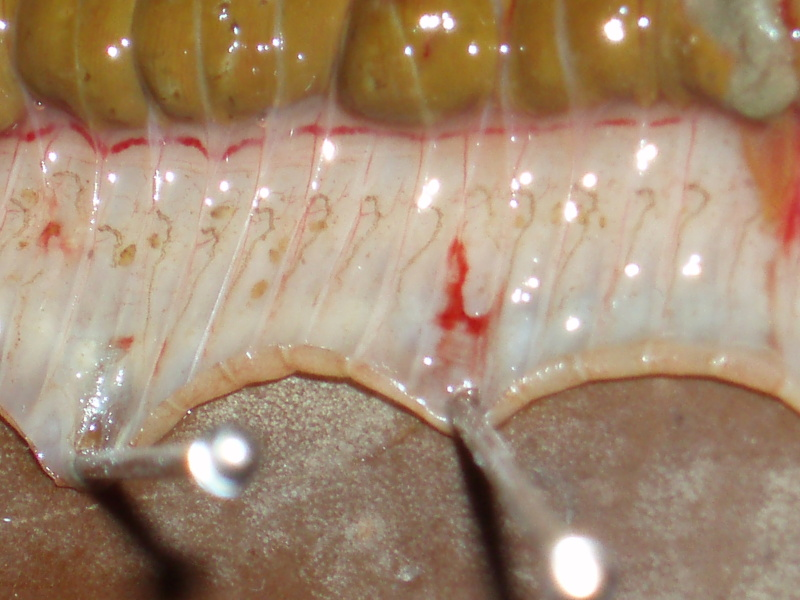
Tělo žížaly je stejnocenně článkované, články jsou vzájemně odděleny vazivovými přepážkami

Tělo žížaly má červovitý tvar, na příčném řezu je kruhovité. Její přední část je užší a vybíhá v hmatový prstík, který napomáhá při orientaci, zadní část je naopak zaoblená. Její hřbetní strana je vyklenutější a tmavší, prosvítá zde hřbetní céva. Tělo je homonomně segmentované, kromě předústní a pygidiální části (konec těla vzniklý srůstem několika článků) je rozděleno na stejné články. Články jsou od sebe navzájem odděleny vazivovými přepážkami (dissepimenty). Některé orgány (např. metanefridie a nervová ganglia) jsou rovněž segmentálně uspořádány.

### Povrch těla
Na povrchu těla se nachází jednovrstevná kolagenní pokožka, hustě protkaná vlásečnicemi. V pokožce se vyskytují slizové žlázy vylučující hlen, který usnadňuje pohyb po nerovném povrchu, pomáhá při dýchání a zároveň chrání pokožku před vysycháním. Dále pokožka obsahuje hmatové receptory a také světločivné buňky (faosomy), pomocí nichž je schopná rozlišovat světlo a tmu. Žížaly jsou fotofóbní. Na bocích každého článku (kromě příústního a pygidiálního) jsou rovněž čtyři váčky s párem štětinek, které slouží k pohybu. Kromě ochrany těla zajišťuje pokožka i funkci dýchací.

### Kožně svalový vak
Kožně svalový vak slouží k pohybu a je tvořen hladkou svalovinou uspořádanou ve čtyřech vrstvách: podélně, okružně, příčně a kose. Pohybu napomáhají také párové štětinky v pokožce.

### Opora těla
Funkci kostry plní hydroskelet v podobě coelomové tekutiny, která vyplňuje coelomové váčky. Ty jsou segmentálně uspořádány, kromě příústního a pygidiálního se v každém článku po stranách střeva nachází coelomové články.

### Cévní soustava
Cévní soustava je uzavřená, mezodermálního původu. Funkci srdce plní stažitelná hřbetní céva, která svým pulzováním přivádí krev do přední části těla. Zde je tato céva příčnými pulzujícími spojkami, které slouží jako postranní srdce, propojena s cévou břišní, která žene krev do zadní části. V krevní plazmě je rozpuštěno několik krevních barviv, především hemoglobin, který krev zbarvuje červeně.

### Nervová soustava

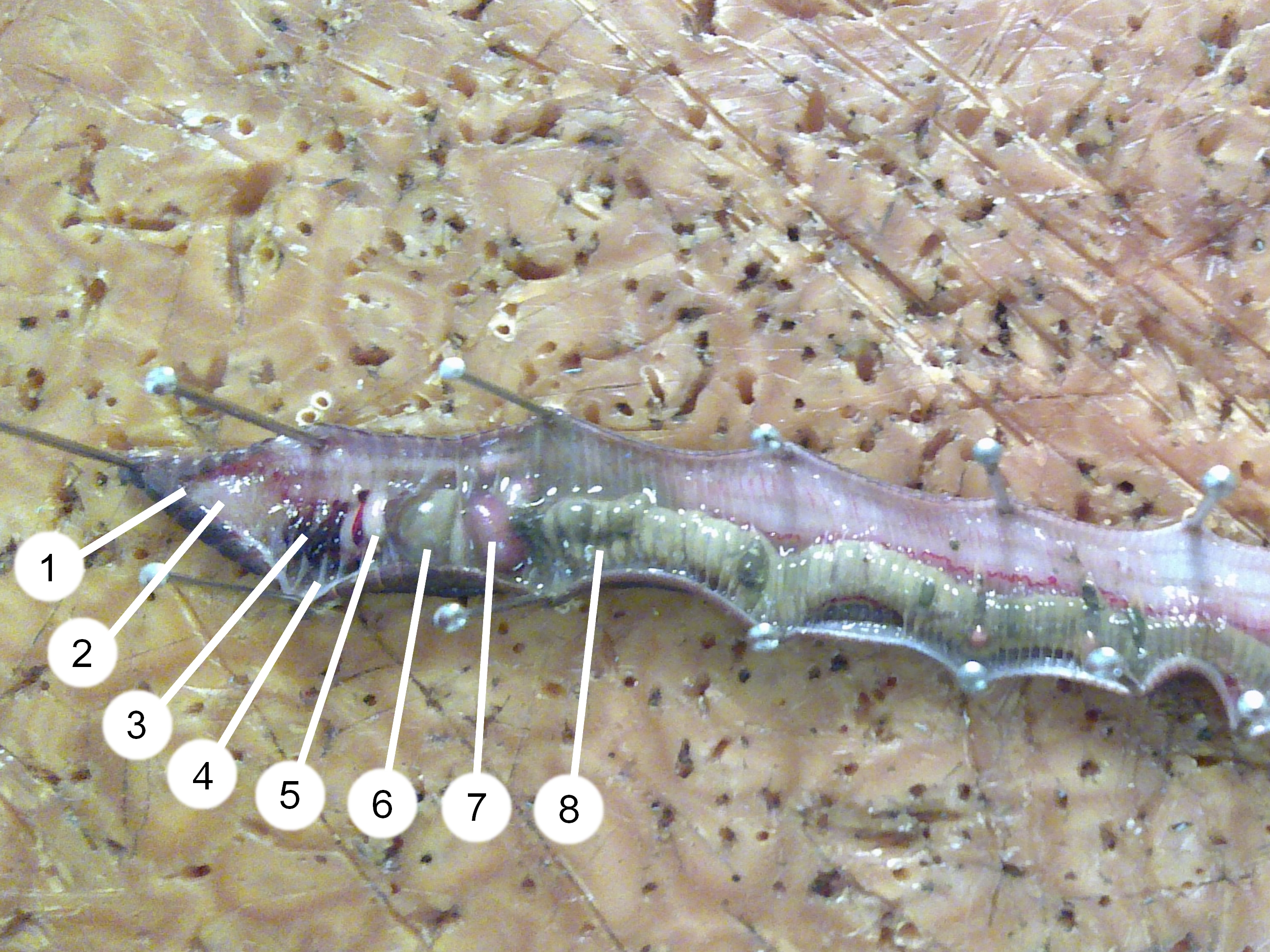
Anatomie žížaly obecné:
1 – mozkové ganglium, 2 – hltan, 3 – srdce, 4 – mezičlánková přepážka, 5 – semenné váčky, 6 – žláznatý žaludek (vole), 7 – svalnatý žaludek,
8 – střevo

Nervovou soustavu tvoří nervová ganglia, která jsou segmentálně uspořádaná. Hovoříme o gangliové nervové soustavě žebříčkovitého typu. V přední části těla se nachází nadjícnové a podjícnové ganglium, jež jsou vzájemně propojená nervovým prstencem. Z podjícnového ganglia pak vybíhají na břišní stranu těla dva nervové pásy tvořící ganglia v každém tělním článku. Tato ganglia jsou propojena příčnými a podélnými spojkami, které se nazývají konektivy (podélné) a komisury (příčné).

### Dýchací soustava
Žížaly dýchají celým povrchem těla, funkci dýchání plní hustě prokrvená jednovrstevná pokožka.

### Trávicí soustava
Trávicí soustava je entodermálního původu a je trubicovitá, trávicí trubice prochází celým tělem. Začíná ústy, na ně navazuje hltan, kam ústí slinné žlázy, a jícnem pokračuje do žláznatého žaludku, nazývaného též vole. Do volete ústí čtyři chylové váčky, které obsahují uhličitan vápenatý a slouží k neutralizaci huminových kyselin v pozřené potravě. Dále následuje svalnatý žaludek a střevo, jehož vnitřní strana vybíhá v prokrvenou epiteliální řasu tyflosolis, která zvětšuje trávicí plochu střeva a tím umožňuje dokonalejší využití potravy chudé na živiny. Na povrchu střeva se vyskytují epiteliální chloragogenní buňky, ty v sobě ukládají tělu škodlivé látky, syntetizují tuky a glykogen. Po zaplnění škodlivinami se odlupují a jsou následně vyloučeny metanefridiemi. Trávicí trubice je zakončená řitním otvorem na pygidiálním tělním článku. 

### Vylučovací soustava
K vylučování slouží párové metanefridie, v každém tělním článku (kromě předústního a pygidiálního) se nachází jeden pár. Metanefridium má podobu obrvené nálevky, jejíž vinutý kanálek prostupuje dissepimentem do dalšího článku, kde ústí na povrch.

## Způsob života a potrava

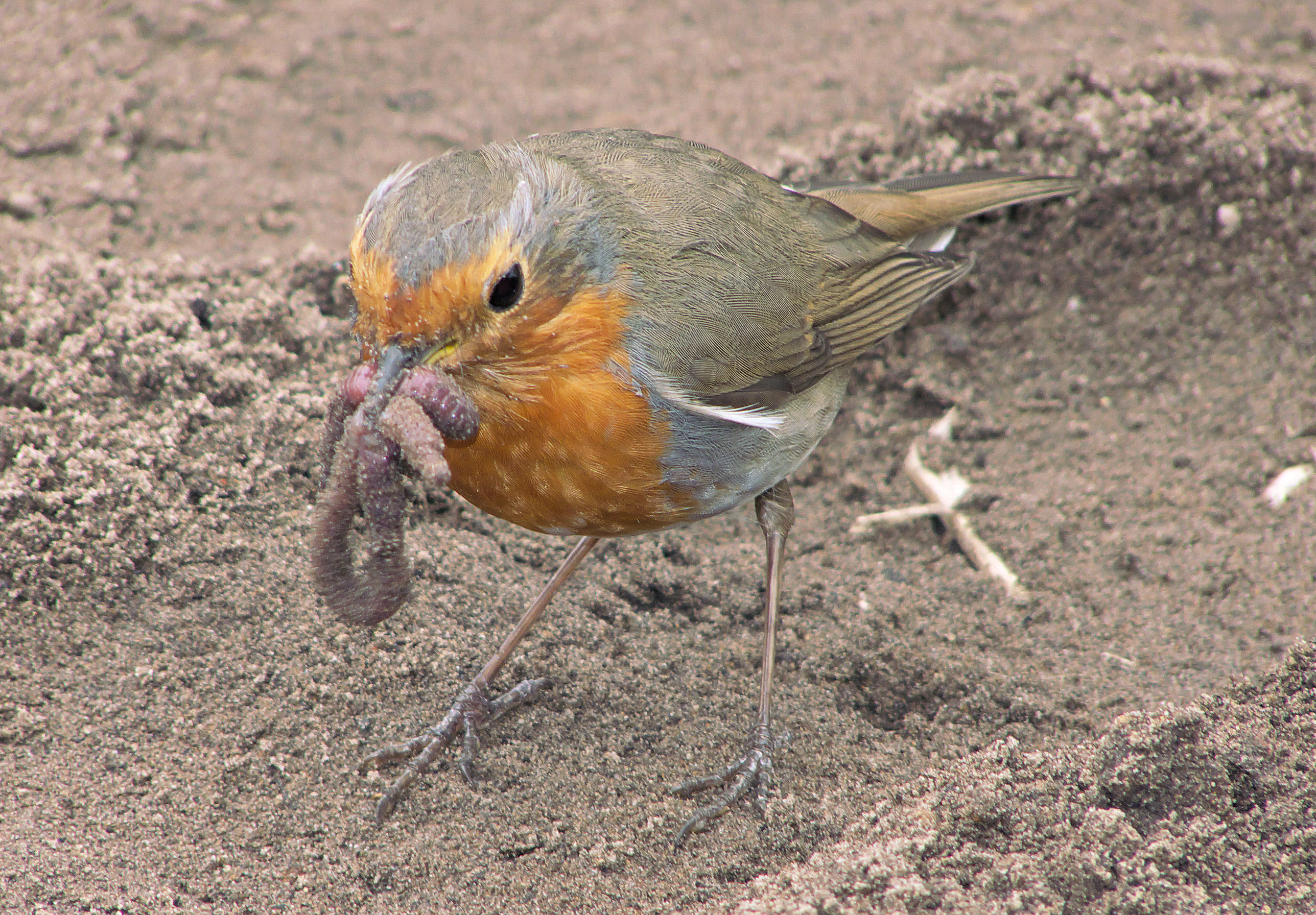
Žížaly jsou významnou součástí potravního řetězce

Potravu žížaly tvoří především tlející listí, případně drobní uhynulí živočichové, rozkládající se v půdě. Jejím trávicím traktem tedy projde poměrně velké množství potravy s nízkým obsahem živin. Nestrávené zbytky pak žížaly vynášejí na zemský povrch ve formě malých hromádek trusu, jehož hmotnost za několik let dosahuje až několika kilogramů.

### Predace
Žížala se stává obživou pro širokou škálu různých živočichů, především ptáků, savců, plazů, obojživelníků, ale i různých bezobratlých. Jde například o kosy, drozdy a špačky, které je možné vidět, jak opatrně kráčejí po zemi, naklánějí se dopředu a loví žížaly ukryté těsně pod povrchem. Jsou i potravou ježků, jezevců, krtků, několika druhů hadů a žab. Z bezobratlých jsou hlavními nepřáteli krtonožky, slimáci a některé ploštěnky. Kvůli invazi ploštěnek druhů Arthurdendyus triangulatus a Australoplana sanguinea, jež se rozšířily z Austrálie a Nového Zélandu do Evropy, a které loví žížaly ve velkém, ohrožuje žížaly na některých místech západní Evropy zásadní úbytek populace a z toho plynoucí ekologické následky.

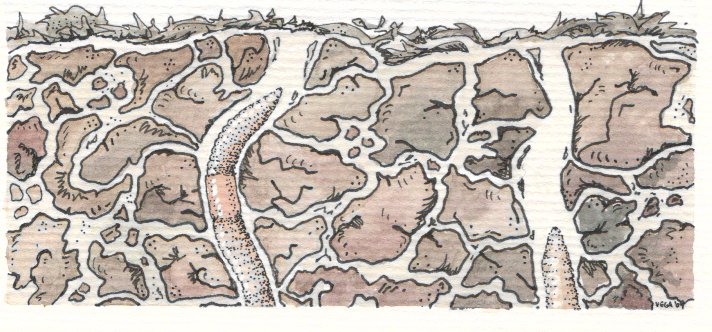
Svou činností žížaly převrstvují a provzdušňují půdu

Charakteristická je pro žížaly velká regenerační schopnost. Když je nepřítel polapí, zůstane mu jen zadní část těla žížaly za opaskem (světlá, ztluštělá část v přední třetině těla, kde ústí četné žlázy). Opasek se nachází mezi 32. a 37. článkem. Konec těla žížale doroste. Pokud je ale přetržena přesně uprostřed opasku, vždy zahyne.

### Půdotvorná role
Žížaly mají rovněž zvláštní ekologický význam. Pohybem v půdě převrstvují a provzdušňují půdu a podílí se na vytváření humusu. Hojnost žížal v půdě je tedy zárukou vysoké kvality půdy, neboť je provzdušněná, výživná a tím i úrodná.

## Rozmnožování

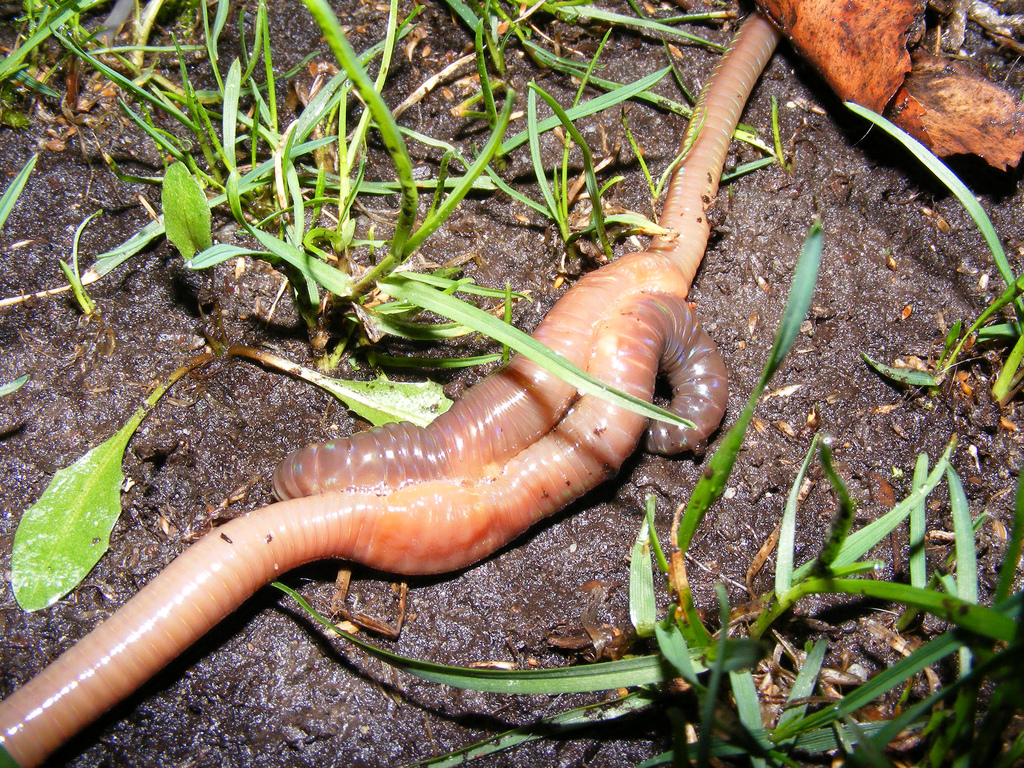
Páření žížaly obecné

Žížaly jsou hermafrodité s přímým vývojem. Mají dva páry varlat umístěné v 10. a 11. tělním článku a jeden párový vaječník ve 13. článku, který ústí na povrch ve 14. článku. Páří se většinou za teplých letních nocí na zemském povrchu, kdy partnera přilákají svými pachovými signály. Dospělí jedinci vytváří kroužek, který slouží k rozmnožování. Při kopulaci si vyměňují spermie obalené spermatoforem a ukládají je v zásobních váčcích, dokud vajíčka nedozrají. Oplozená vajíčka obalují tuhnoucím sekretem z opaskových žláz a vytváří tak kokon, který stahují přes přední část těla. Kokon slouží k ochraně a obsahuje až dvacet vajíček. Z uzavřeného kokonu, který vydrží i v extrémně nepříznivém počasí, se většinou vylíhne jen jediná žížala.

## Ochrana
Zákonem není zvláště chráněna.